# Гиллиам (округ)
Округ Ги́ллиам (англ. Gilliam County) — округ в американском штате Орегон. По данным переписи 2010 года население округа составляло 1871 человек, что делало его третьим с конца по численности населения округом в Орегоне. Окружной центр — городок Кондон. Округ был основан в 1885 году и назван в честь Корнелиуса Гиллиама, командовавшего силами временного правительства Орегона после резни Уитмена.

## История

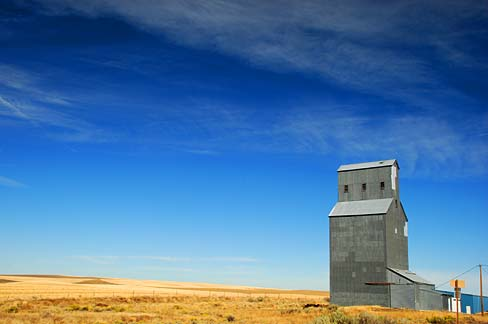
Старый элеватор в местечке Гвендолен в округе Гиллиам

Законодательная ассамблея Орегона выделила округ Гиллиам 25 февраля 1885 года из восточной трети округа Уоско. Это было сделано по жалобам жителей округа, находившихся слишком далеко от окружного центра в Те-Далсе. Сначала окружным центром был назначен городок Алкали (англ. Alkali), ныне Арлингтон. Вопрос о постоянном окружном центре был вынесен на голосование в 1886, 1888 и 1890 годах, когда избиратели решили перенести округ в Кондон, известный тогда как «Саммит-Спрингс». Здание окружного суда появилось в Кондоне лишь в 1903 году. Первое здание суда сгорело в 1954 году и в следующем году было перестроено.
В 2009 году в Арлингтоне вскоре после одобрения со стороны государственных регулирующих органов началось строительство ветряной электростанции Шепердс-Флат мощностью 845 МВт. Она была построена компанией Caithness Energy с использованием ветряных турбин General Electric (GE) мощностью 2,5 МВт. Шепердс-Флат поставляет электроэнергию для компании Southern California Edison. В апреле 2011 года компания Google объявила, что вложила в этот проект 100 млн долларов. По оценкам, электростанция приносит бюджету Орегона 16 млн долларов в год.

## География

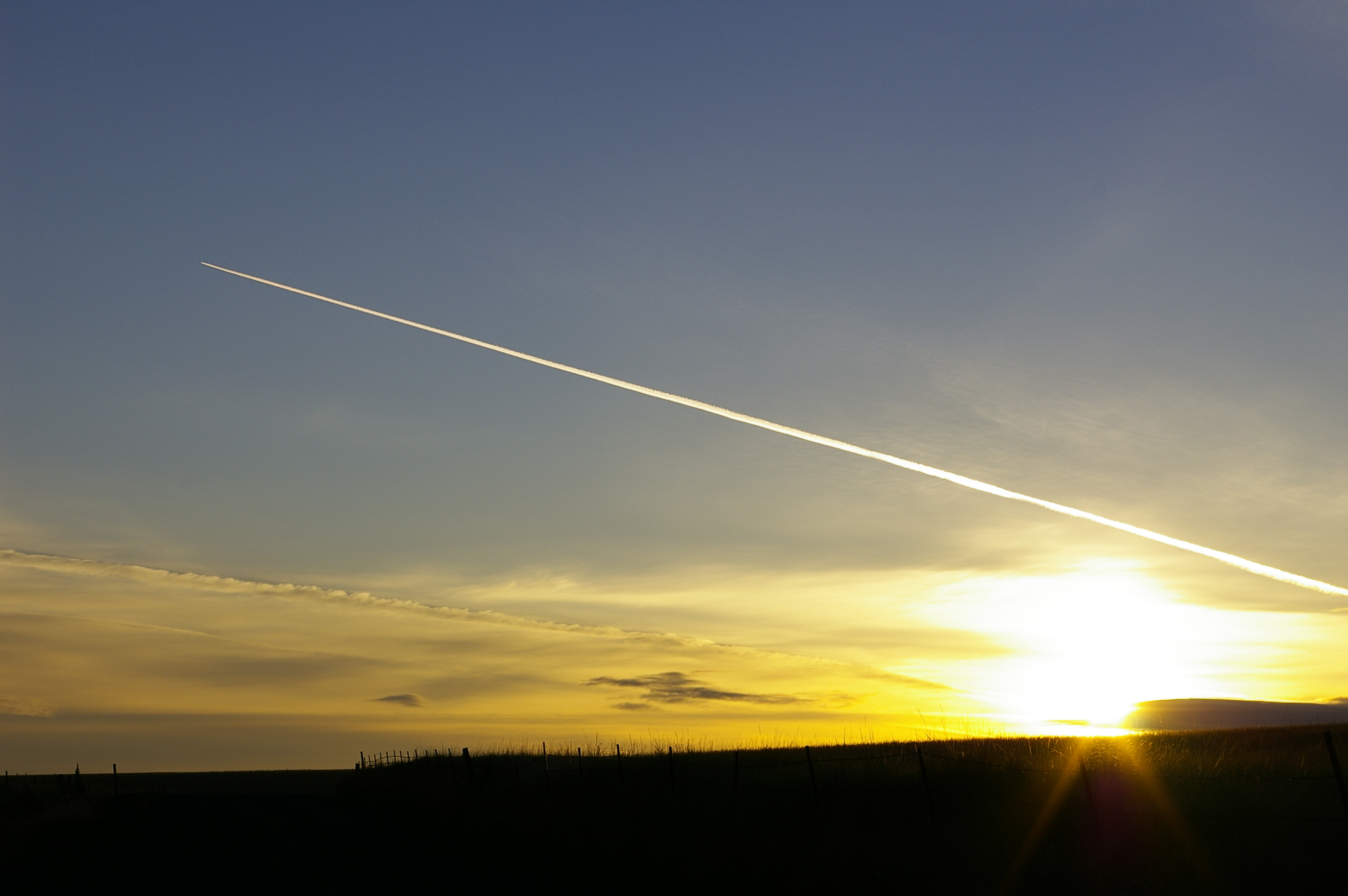
Восход в округе Гиллиам

По данным бюро переписи населения США, общая площадь округа составляет 3170 км², из которых 47 км² (1,5 %) занято водоёмами.

### Соседние округа
- Кликитат (штат Вашингтон) — север
- Морроу — восток
- Уилер — юг
- Уоско — юго-запад
- Шерман — запад

## Демография
В 22,5 % домохозяйствах имелись дети в возрасте до 18 лет, 48,4 % были женатыми парами, проживающими совместно, 6,4 % было представлено незамужними женщинами, 41,2 % жителей не имели родственных отношений, и 35,6 % всех домашних хозяйств были представлены одним человеком. Средний размер домашнего хозяйства составлял 2,14 человек, а средний размер семьи — 2,74 человека. Медианный возраст в округе составлял 49,7 года.
Медианный доход на семью в округе составлял 42 148 долларов, а средний доход на семью — 52 885 долларов. Средний доход мужчин составлял 34 340 долларов против 35 962 доллара у женщин. Доход на душу населения в округе составлял 25 559 долларов. Около 9,8 % семей и 10,6 % населения были ниже черты бедности, при этом 18,3 % из них были моложе 18 лет, а 10,8 % — в возрасте 65 лет и старше.

### Перепись 2010 года
По данным переписи населения 2010 года в округе насчитывался 1871 человек, 864 домохозяйства и 508 семей. Плотность населения составляла 0,62 чел./км². В округе насчитывалось 1156 домохозяйств со средней плотностью 0,39/км². Расовый состав округа: 95,2 % белых, 1,0 % американских индейцев, 0,7 % тихоокеанийцев, 0,2 % азиатов, 0,2 % чернокожих или афроамериканцев, 1,4 % других рас и 1,4 % от двух или более рас. Латиноамериканцы или выходцы из Латинской Америки составили 4,7 % населения. По происхождению 28,4 % жителей были немцами, 18,5 % — англичанами, 15,5 % — ирландцами и 8,3 % — коренными американцами.

## Населённые пункты

### Города
- Арлингтон
- Кондон (окружной центр)
- Лонрок

### Поселения
- Блалок
- Клем
- Мейвилл
- Миккало
- Олекс
- Рок-Крик
- Тертимайл

## Экономика
Округ Гиллэм находится в центральной части региона Колумбийского плато, в котором широко представлены сельскохозяйственные угодья. Соответственно, экономика округа основана на сельском хозяйстве, и основными отраслями являются выращивание пшеницы и ячменя и скотоводство. Средний размер фермы составляет около 17 км².
Вторыми по важности отраслями в округе являются охота, рыболовство и туризм. В округе протекает две крупные реки: Джон-Дей и Колумбия — которые пересекают его с востока на запад, как и шоссе I-84. Шоссе OR 19 соединяет наиболее крупные города округа и обеспечивает доступ к долине реки Джон-Дей.